# Westport (Karolina Północna)
Westport – jednostka osadnicza w Stanach Zjednoczonych, w stanie Karolina Północna, w hrabstwie Lincoln.